# All-Star Squadron
All-Star Squadron (ou Escadron des Étoiles) est une équipe de super-héros de DC Comics créée par Roy Thomas, Rich Buckler et Jerry Ordway. 

## Histoire
Le titre racontait les aventures d'une équipe de super-héros qui était composée de personnages mineurs de l'âge d'or des comics. On y retrouvait des membres de la Société de Justice d'Amérique, de Freedom Fighters, des ainsi que quelques autres héros travaillant en solo. Franklin Roosevelt, lors du bombardement de Pearl Harbor, a fait convoquer des héros à la Maison Blanche et leur a demandé de travailler ensemble afin de conserver la paix dans le pays pendant la Seconde Guerre mondiale. À l'époque, plusieurs personnages de la Société de Justice avaient été enlevés par le super-vilain Per Degaton, et les héros disponibles étaient chargés de surveiller la Côte Ouest des États-Unis, le président craignant une attaque surprise. Degaton détourna des armes japonaises afin de préparer une telle attaque. L'équipe nouvellement formée déjoua les plans de Degaton et libéra les membres emprisonnés. 
Le Trylon et la Périsphere, qui servent de QG à l'équipe, furent construites pour l'Exposition Universelle de 1939 à New York. Le majordome de l'équipe est un robot appelé Gernsback, rappelant les robots présentés à l'exposition, et dont le nom est sûrement inspiré de Hugo Gernsback.

## Histoire éditoriale
Le All-Star Squadron est l'exemple parfait de la "continuité rétroactive". En effet, le titre réécrivait complètement l'histoire des super-héros DC des années 1940. Ce fut Roy Thomas qui utilisa pour la première fois cette notion de "continuité rétroactive" ("retcon" en anglais) dans les colonnes de All-Star Squadron #20 (Avril 1983).
À l'origine, le All-Star Squadron était censé exister sur Terre-II, une terre sur laquelle les super-héros sont apparus pendant les années 1940. Après Crisis on Infinite Earths et la fusion des univers, il ne resta plus que les personnages propres à la période "moderne".

## En France
Les douze premiers numéros et le premier annual de la série furent traduits dans les 7 numéros de la revue "L'Escadron des Étoiles" publiée par Aredit/Artima. Les numéros 14 à 20 furent ensuite traduits dans les numéros 3 à 5 et 8 à 11 de la revue "La Ligue de Justice" du même éditeur.

## Créateurs

### Scénaristes
- Roy Thomas - # 1-67 (Sep 1981-Mars 1987); Annual #1-3 (1982-84)
- Paul Kupperberg - # 41, 44 (Jan 1985, Mars 1985)
- Mike Baron - # 43 (Fév 1985)
- Dann Thomas - # 46, 51, 53-55 (Juin 1985, Nov 1985, Jan 1986-Mars 1986)

### Dessinateurs
- Rich Buckler - # 1-5, 36 (Sep 1981-Jan 1982, Août 1984)
- Adrian Gonzalez  - # 6-18 (Fév 1982-Fév 1983); Annual #1 (1982)
- Jerry Ordway - # 19-26, 29 (Mars 1983-Oct 1983, Jan 1984); Annual #2 (1983)
- Richard Howell - # 27-28, 30, 40 (Nov 1983-Déc 1983, Fév 1984, Déc 1984)
- Rick Hoberg - # 31-35, 38-39 (Mars 1984-Juil 1984, Oct 1984-Nov 1984)
- Arvell Jones - # 37, 41-46, 50-55, 58-60, 67 (Sep 1984, Jan 1985-Juin 1985, Oct 1985-Mars 1986, Juin 1986-Août 1986, Mars 1987)
- Todd McFarlane - # 47 (Juil 1985)
- Mike Harris - # 48-49, 61 (Août 1985-Sep 1985, Sep 1986)
- Mike Clark - # 51, 56-57, 60 (Nov 1985, Avr 1986-Mai 1986, Août 1986)
- Tony DeZuniga - # 62 (Oct 1986)
- Mike Bair - # 63 (Nov 1986)
- Wayne Boring - # 64 (Déc 1986)
- Don Heck - # 65 (Jan 1987)
- Paul Kupperberg - # 66 (Fév 1987)

## Ressources
- (en) La Périsphere
- (en) Biographie du All-Star Squadron sur DCUGuide.com
- (en) All-Star Squadron & Young All-Stars
- (fr) All-Star Squadron sur Comics VF
- (fr) L'Escadron des Etoiles sur Comics VF